# Залізне серце (серіал)
«Залізне серце» (англ. «Ironheart») — американський телесеріал, створений Чінакою Годж для потокового сервісу Disney+ та заснований на однойменній персонажці Marvel Comics. Проєкт став 11-м телесеріалом у кіновсесвіті Marvel (КВМ) виробництва Marvel Studios, зберігаючи спадкоємність з фільмами франшизи, та є частиною п'ятої фази кіновсесвіту. Годж виступила головною сценаристкою. Серіал вироблявся компаніями Proximity Media і 20th Television.
Домініка Торн грає в серіалі головну роль — Залізного серця (Рірі Вільямс). Серіал був анонсований у грудні 2020 року, разом з кастингом Торн. Годж була найнята у квітні 2021 року, а додаткові кастинги були оголошені в лютому 2022 року. Сем Бейлі та Анджела Барнс приєдналися до режисури у квітні 2022 року. Зйомки розпочалися на студії Trilith Studios в Атланті, штат Джорджія, на початку червня, потім переїхали до Чикаго наприкінці жовтня і завершилися на початку листопада.
Прем'єра відбулася на сервісі Disney+ 24 червня 2025 року.

## Сюжет
Серіал розповідає про супергероїню Рірі Вільямс, яка створила костюм Залізного серця, але не має грошей, щоб досягти того ж визнання та спроможностей, які були у Тоні Старка (Залізної людини). Втративши подругу Наталі, Рірі випадково відроджує її як ШІ Н.А.Т.А.Л.І. свого костюма. Рірі вступає до банди Паркера Роббінса, відомого як Каптур, який нібито бореться проти свавілля багатіїв.
Згодом Рірі усвідомлює, що Паркер прагне лише влади та багатства, і володіє магічним плащем із капутром. Коли через Рірі гине учасник банди, Паркер підозрює її вину, а потім налаштовує банду проти неї. Рірі втрачає костюм, але створює новий завдяки допомозі своєї знайомої чаклунки Зельми. Отримавши новий костюм, Рірі проте втрачає Н.А.Т.А.Л.І.
Щоб повернути подругу, Рірі вирішує укласти угоду з демоном Мефісто, який дав Паркеру його сили. Мефісто тим часом незадоволений поведінкою Паркера, тому шукає йому заміну. Рірі вдається здолати Паркера й позбавити його плаща, який був джерелом магічних здібностей. Мефісто укладає з Рірі угоду й повертає Наталі до життя. Але сама Рірі стає заручницею загадкової угоди з ним.

## Епізоди
Серіал складається з шести епізодів, режисером перших трьох є Сем Бейлі, а режисером останніх трьох — Ангела Барнс.
| № серії | Назва серії                                                                      | Режисер(и)   | Сценарист(и)                       | Оригінальна дата показу |
| --- | -------------------------------------------------------------------------------- | ------------ | ---------------------------------- | ----------------------- |
| 1 | «Забери мене додому / Take Me Home»                                              | Сем Бейлі    | Чинака Годж                        | 24 червня 2025          |
| Рірі Вільямс бажає отримати грант у MIT на свої дослідження, але отримує відмову. Тоді вона збирає гроші, допомагаючи іншим студентам займатися плагіатом. Декан Чой та професор Вілкс за це відраховують її з університету. Рірі завершує обладунки Залізного Серця та вирушає до свого рідного міста Чикаго, де під час перестрілки на вулиці раніше загинули її найкраща подруга Наталі Вашингтон та вітчим Гері. Рірі розповідає брату Наталі, Ксав'єру, як вона хоче, щоб до її талантів ставилися серйозно. Джон залучає її до банди свого двоюрідного брата Паркера Роббінса, також відомого як «Каптур». Коли вона відвідує сховок Роббінса, він випробовує Рірі, заманивши її в наповнений газом ліфт, з якого вона успішно втікає. Спочатку відмовляючись від його пропозиції сприяти пограбуванням, вона поступається, коли Роббінс пропонує Рірі частку здобичі. Вдома Рірі отримує застереження від своєї матері Ронні. Створюючи ШІ для обладунків на основі власного розуму, Рірі ненавмисне відроджує в віртуальній формі Наталі. |                                                                                  |              |                                    |                         |
| 2 | «Чи не могла б справжня Наталі встати? / Will the Real Natalie Please Stand Up?» | Сем Бейлі    | Маларі Говард                      | 24 червня 2025          |
| Тунелі Чикаго організація TNNL планує перетворити на приватну автомагістраль за рахунок місцевих громад. У цей час Роббінс планує пограбування TNNL. Не маючи завершеної броні, Рірі вирушає до міста Еванстон, щоб знайти Джо Макгіллікаді, торговця зброєю на чорному ринку, якого запропонувала її новий ШІ, Н.А.Т.А.Л.І. Рірі обговорює Н.А.Т.А.Л.І. з Ронні, який просить її створити ще один ШІ за зразком Гері, але Рірі відмовляється, оскільки не впевнена, що це цілком результат її зусиль. Пограбування йде за планом, поки не втручається Н.А.Т.А.Л.І. Потім Роббінс шантажує генерального директора TNNL Шилу Зарате, щоб та найняла його поплічників для запобігання подальшим руйнуванням. Рірі заганяє в кут охоронець, і вона не може рухатися через несправність Н.А.Т.А.Л.І., доки їй не допомагає Роббінс. Н.А.Т.А.Л.І. зізнається, що несправність спричинили зустріч з охоронцем, і підозрює, що Роббінс набагато могутніший, ніж здається. |                                                                                  |              |                                    |                         |
| 3 | «Ми в небезпеці, дівчинко / We in Danger, Girl»                                  | Сем Бейлі    | Франческа Гейлз і Жаклін Дж. Гейлз | 24 червня 2025          |
| Паркер Роббінс виявляється власником магічного плаща з каптуром і повідомляє наступну ціль: біотехнологічну компанію Heirlum, чиї інновації шкодять дрібним фермерам. Рірі ставить під сумнів моральність їхніх пограбувань, але Роббінс наполягає, що не можна бути добрим для всіх. Після смерті колишнього члена банди Стюарта Кларка, Рірі з підозрою ставиться до капюшона Роббінса та відвідує торговця зброєю Джо, яким виявляється Зік Стейн, син Обадії Стейна. Зік дає Рірі зразок штучної шкіри, щоб пронести в штаб-квартиру Heirlum лазер. Під час пограбування Рірі використовує Н.А.Т.А.Л.І. у своєму костюмі та намагається непомітно відрізати лазером шматок капішон Роббінса, коли той веде переговори з генеральним директором Heirlum Гантером Мейсоном. Однак це спричиняє активацію системи безпеки, грабіжник Джон вважає, що Рірі хотіла вбити Роббінса, і зізнається у вбивстві Кларка. Рірі ледве виживає завдяки Н.А.Т.А.Л.І., а Джон задихається після того, як лишився у одній з герметичних кімнат. Розлючений смертю Джона, Роббінс говорить до невидимого покровителя і отримує видіння, що вказує на вину Рірі.                                    |                                                                                  |              |                                    |                         |
| 4 | «Погана магія / Bad Magic»                                                       | Ангела Бернс | Амір Сулейман                      | 1 липня 2025            |
| Флешбек показує як Паркер і Джон грабують маєток. Коли Паркера схоплює охоронець, Джон стріляє нього. Рірі боїться помсти Паркера Роббінса, а Зіка заарештовують, і обертається проти Рірі. Параноя Рірі змушує Ронні звернутися за допомогою до своєї подруги Медлін Стентон, колишньої стажерки Камар-Тадж, та дочки Медлін, Зельми. Досліджуючи фрагмент плаща, Стентони визначають, що це небезпечний артефакт з «темного виміру», який може впливати на Паркера. Ронні ділиться своїм розчаруванням з приводу того, що Рірі ніколи їй не відкривається. Не маючи змоги знайти спосіб знищити плащ, Рірі переживає панічну атаку, і Н. А.Т. А.Л. І. викликає Ксав'єра, який жахається від того, що ця ШІ є копією його загиблої сестри, і вимагає, щоб Рірі стерла Н. А.Т. А.Л. І. В той час банда визволяє Зіка з в'язниці та допомагає йому імплантувати біонічні вдосконалення. Переконавшись, що Рірі винна у смерті Джона, Паркер відправляє банду вбити її. |                                                                                  |              |                                    |                         |
| 5 | «Глюк карми / Karma's a Glitch»                                                  | Ангела Бернс | Крістіан Мартінес                  | 1 липня 2025            |
| Учасник банди Слаґ захоплює Н. А. Т. А. Л. І. та костюм за допомогою електромагніта, поки Рірі зустрічається із Зельмою, яка вважає, що плащ походить від Дормамму. Потрапивши в засідку, Рірі відбивається та каже своїй спільниці Клоун, що Джон убив Стюарта. Н. А. Т. А. Л. І. звільняється, але все ще злиться на Рірі, на яку нападає біонічно покращений Зік. Він розбирає костюм Рірі, але вирішує лишити її живою. Рірі звертається за допомогою до своєї матері. Зік та Клоун брешуть, що Рірі мертва, коли банда звинувачує Паркера у вбивстві Стюарта, і він проганяє їх усіх. Паркер бере під контроль покращене тіло Зіка, щоб увірватися до будинку свого батька Артура Роббінса, і змушує його передати акції. Помирившись з Ронні, Н. А. Т. А. Л. І. та Ксав'єром, Рірі будує новий костюм у гаражі Гері. Зельма заряджає костюм магією, але Н. А. Т. А. Л. І. в процесі знищується. |                                                                                  |              |                                    |                         |
| 6 | «Минуле є минуле / The Past Is the Past»                                         | Ангела Бернс | Chinaka Hodge                      | 1 липня 2025            |
| Флешбек розкриває як Паркер познайомився з демоном Мефісто в людській подобі. Той пропонує допомогти йому отримати повагу, владу та багатство в обмін на «те, за чим не сумуватимеш». Паркер погоджується та отримує плащ Мефісто. У сучасності Паркер звинувачує Мефісто у невиконанні їхньої угоди, і Мефісто каже, що знайде когось «більш вдячного». Не маючи змоги відтворити Н. А. Т. А. Л. І., Рірі ігнорує поради своєї родини та друзів і йде до сховку Паркера, щоб скористатися силою плаща. Вона бореться з Зіком, чиї імплантати вимикає за допомогою комп'ютерного віруса. Зачаклований плащем, Паркер б'ється з Рірі та, здається, бере гору, але Рірі обманює його голограмою та знімає плащ, залишаючи безсилим і в розпачі. Мефісто пропонує Рірі (вона спершу сприймає його за Дормамму) власну угоду: повернення Наталі в обмін на «те, за чим не сумуватимеш». Рірі погоджується і Мефісто каже, що покладає на неї великі сподівання. Пізніше в гаражі Наталі опиняється живою і збентеженою, не пам'ятаючи своєї смерті. Рірі обіймає її, одночасно дедалі більше підпадаючи під контроль Мефісто. У сцені посеред титрів Паркер просить Зельму про допомогу. |                                                                                  |              |                                    |                         |

## Акторський склад
- Домініка Торн — Рірі Вільямс / Залізне серце: студентка Массачусетського технологічного інституту і геніальна винахідниця з Чикаго, яка створює бронекостюм, що конкурує з тим, який побудував Тоні Старк / Залізна людина[7].
- Ентоні Рамос — Паркер Роббінс / Каптур: союзник Вільямс, який одягає каптур, що дозволяє йому використовувати темні мистецтва та магію. Рамос сказав, що Роббінс складний і невдаха, який «хоче прийняти інших невдах і показати світу, що ви дивилися на нас як на ізгоїв, але ми збираємося в кінцевому підсумку опинитися на вершині»[8].
- Саша Барон Коен — Мефісто: могутній демон, з яким укладає угоду Паркер Роббінз і Рірі Вільямс[9].

Крім того, Джим Раш повернувся до ролі декана Массачусетського технологічного інституту з фільму «Перший месник: Протистояння» (2016). Лірік Росс отримав роль кращого друга Вільямса, в той час, як Гарпер Ентоні, Менні Монтана, Олден Еренрайк, Ши Кулі, Зої Теракес, Реґан Алія, Шакіра Баррера, Рашида «Шідз» Олайвола, Соня Деніс, Пол Кальдерон і Крі Саммер отримали ролі, які поки що не розголошуються.

## Маркетинг
Кадри з серіалу були показані на виставці 2022 D23 Expo.

## Прем'єра
Прем'єра телесеріалу була відбувся на Disney+ наприкінці 2024 року і складається з шести епізодів. «Залізне серце» стало частиною п'ятої фази кіновсесвіту.

## Сприйняття
Агрегатор відгуків Rotten Tomatoes повідомляє про 77% схвальних відгуків критиків. Консенсус критиків вебсайту підсумовує: «Домінік Торн запалює небо MCU харизмою та впевненістю, що робить «Залізне серце» гідним перегляду, незважаючи на його традиційну жанрову броню». Metacritic, використовуючи середньозважену оцінку, присвоїв фільму 57 балів зі 100, що вказує на «змішані або посередні» відгуки.
Люсі Манган у The Guardian описала «Залізне серце» як щільно наповнений подіями серіал, явно орієнтований на молодших глядачів, де велика увага надається вірності та дружбі. Також є дуже повторюваний акцент на «виборі, який ми робимо»: як довго можна спілкуватися зі злочинцями, не стаючи одним із них, як часто можна робити неправильні речі з правильних причин.
Денис Федорук на ITC.ua описав серіал як недорозвинений твір, потрібність якого у всесвіті Marvel викликає великі сумніви. Спроба розповісти про проблеми життя меншин «обертається катастрофою», бо обіцяна багатошаровість не отримує належного розвитку в приземлених, маломасштабних подіях серіалу.